# Le Filip
Pour les articles homonymes, voir Filip.
Le Filip est une artiste drag queen croate née à Zagreb. Spécialisée dans le stand-up, elle est sacrée reine lors de la saison 3 de Drag Race France.

## Biographie
Enfant unique, il voyage beaucoup, s'installant à Rabat, puis Washington avant d'arriver en France à l'âge de 12 ans. Son intégration à l'école est difficile, en raison de son côté efféminé et de son statut de « petit nouveau » sans cesse réactivé. En Croatie pendant le lycée et le début de ses études d'art, il retourne vivre en France en 2014.

### Identité de genre
Depuis l'enfance, Le Filip joue avec son identité de genre, se déguisant, se maquillant, s'inventant des identités. À l'adolescence, il souffre de dysphorie de genre pendant son adolescence, ce qui amène sa mère à se demander s'il n'est pas trans.

## Drag

### Histoire
Il découvre Paris is Burning et RuPaul's Drag Race en 2012, et par là la possibilité de faire du drag de manière professionnelle. Lors du tournage de Queendom, en 2020, les réalisateurs lui lancent le défi d'écrire un stand-up d'une heure, alors que sa comédie se limitait plutôt à des punchlines courtes. Interrompu par les différents confinements liés à la pandémie de Covid-19, le spectacle voit le jour en 2023. Il dit pouvoir vivre de son art depuis 2019.
Elle ne candidate pas à la première saison de Drag Race France, préférant se consacrer à ce spectacle, mais le fait pour la seconde saison, sans pour autant être retenue, pour finalement faire partie du casting de la troisième saison. Le Filip sort vainqueur de cette saison et est couronnée le vendredi 19 juillet 2024.

### Style
Son personnage est une femme de droite, d'apparence rangée, chic et glamour, mais qui est en réalité en proie à l'alcoolisme et aux déboires sentimentaux. Elle dit s'inspirer des féminités et personnalités de Pamela Anderson, Anne Roumanoff, Élie Semoun, Florence Foresti et Jacques Tati.

### Lien avec le militantisme
Le Filip considère que le drag, et notamment le sien, ne mérite pas forcément d'être considéré comme un acte militant, et que ce qualificatif devrait être réservé aux personnes ayant un engagement profond, comme Minima Gesté ou les Pink Bloc.

### Addictions
Au début de sa carrière, Le Filip manque de professionnalisme, se produisant sous l'emprise d'alcool lors de ses shows ; les autres drag queens commencent, en rétribution, à ne plus l'annoncer sous son nom de scène d'alors, Alma Palma, mais son prénom civil, Filip. Il décide alors de faire un pied-de-nez à ces queens en faisant de son prénom son nouveau nom de drag.
Durant un épisode de la saison 3 de Drag Race France, à laquelle il participe, Le Filip témoigne au sujet de ses addictions, un sujet important dans la communauté LGBT+. Aujourd'hui « beaucoup plus sain », il espère encourager le dialogue et les échanges de conseils au sein de la communauté.

## Filmographie

### Télévision
- 2024 : Drag Race France : gagnante (saison 3)

### Cinéma

#### Court-Métrage
- Paloma de Hugo Bardin (Paloma), 2022
- Familiar, 2024 de Marco Novoa[6]

#### Documentaire
- Queendom, documentaire de Marco Novoa et Simon Vivier